# Wijken en buurten in Tilburg
De Nederlandse gemeente Tilburg is voor statistische doeleinden onderverdeeld in wijken en buurten. De gemeente is verdeeld in de volgende statistische wijken:
- Wijk 00 Centrum (CBS-wijkcode:085500)
- Wijk 01 Oud-Zuid (CBS-wijkcode:085501)
- Wijk 02 Oud-Noord (CBS-wijkcode:085502)
- Wijk 03 West (CBS-wijkcode:085503)
- Wijk 04 Noord (CBS-wijkcode:085504)
- Wijk 05 Oost (CBS-wijkcode:085505)
- Wijk 06 Zuid (CBS-wijkcode:085506)
- Wijk 07 Berkel-Enschot (CBS-wijkcode:085507)
- Wijk 08 Reeshof (CBS-wijkcode:085508)
- Wijk 09 Udenhout (CBS-wijkcode:085509)

Een statistische wijk kan bestaan uit meerdere buurten. Onderstaande tabel geeft de buurtindeling met kentallen volgens het Centraal Bureau voor de Statistiek (2008):
| CBS-buurtcode | Buurtnaam                                        | Inwonertal | Opp. totaal (ha) | Opp. land (ha) | Ligging                |
| ------------- | ------------------------------------------------ | ---------- | ---------------- | -------------- | ---------------------- |
| BU08550000    | Centrum                                          | 5910       | 83               | 83             | Locatie in de gemeente |
| BU08550100    | Tivoli                                           | 4820       | 83               | 80             | Locatie in de gemeente |
| BU08550101    | Armhoef                                          | 2180       | 28               | 28             | Locatie in de gemeente |
| BU08550102    | Jeruzalem                                        | 890        | 20               | 18             | Locatie in de gemeente |
| BU08550103    | Hoevenseweg                                      | 250        | 25               | 24             | Locatie in de gemeente |
| BU08550104    | Broekhoven                                       | 6900       | 89               | 89             | Locatie in de gemeente |
| BU08550105    | Oude Dijk                                        | 940        | 17               | 17             | Locatie in de gemeente |
| BU08550106    | Trouwlaan                                        | 4330       | 47               | 47             | Locatie in de gemeente |
| BU08550107    | Korvel                                           | 11660      | 147              | 147            | Locatie in de gemeente |
| BU08550108    | Rooi Harten                                      | 1170       | 21               | 21             | Locatie in de gemeente |
| BU08550109    | Hagelkruis                                       | 4760       | 62               | 62             | Locatie in de gemeente |
| BU08550200    | Besterd                                          | 2990       | 54               | 54             | Locatie in de gemeente |
| BU08550201    | Gasthuisstraat                                   | 5270       | 73               | 73             | Locatie in de gemeente |
| BU08550202    | Hasselt                                          | 6050       | 71               | 71             | Locatie in de gemeente |
| BU08550203    | Het Goirke                                       | 4430       | 55               | 55             | Locatie in de gemeente |
| BU08550204    | Groeseind                                        | 780        | 9                | 9              | Locatie in de gemeente |
| BU08550205    | Hoefstraat                                       | 5350       | 50               | 50             | Locatie in de gemeente |
| BU08550206    | Koestraat                                        | 1710       | 18               | 18             | Locatie in de gemeente |
| BU08550207    | Loven                                            | 3600       | 45               | 45             | Locatie in de gemeente |
| BU08550208    | Industriestrook Goirke-Kanaaldijk                | 140        | 42               | 38             | Locatie in de gemeente |
| BU08550209    | Industriestrook Lovense-Kanaaldijk               | 790        | 58               | 58             | Locatie in de gemeente |
| BU08550300    | Zorgvlied                                        | 3890       | 86               | 86             | Locatie in de gemeente |
| BU08550301    | De Reit                                          | 5280       | 143              | 143            | Locatie in de gemeente |
| BU08550302    | Mariaziekenhuis-Vredeburcht                      | 800        | 89               | 86             | Locatie in de gemeente |
| BU08550303    | Het Zand                                         | 10810      | 161              | 160            | Locatie in de gemeente |
| BU08550304    | Wandelbos-noord                                  | 5840       | 113              | 110            | Locatie in de gemeente |
| BU08550305    | De Oude Warande                                  | 20         | 147              | 147            | Locatie in de gemeente |
| BU08550306    | Wandelbos-zuid                                   | 2230       | 144              | 142            | Locatie in de gemeente |
| BU08550400    | Industrieterrein Vossenberg I                    | 130        | 584              | 567            | Locatie in de gemeente |
| BU08550401    | Industrieterrein Kraaiven                        | 20         | 203              | 201            | Locatie in de gemeente |
| BU08550402    | Stokhasselt-noord                                | 6890       | 98               | 98             | Locatie in de gemeente |
| BU08550403    | Vlashof                                          | 4640       | 59               | 59             | Locatie in de gemeente |
| BU08550404    | De Schans                                        | 3680       | 74               | 74             | Locatie in de gemeente |
| BU08550405    | De Lijnse Hoek                                   | 2840       | 44               | 42             | Locatie in de gemeente |
| BU08550406    | De Quirijnstok                                   | 3990       | 122              | 119            | Locatie in de gemeente |
| BU08550407    | Stokhasselt-zuid                                 | 410        | 31               | 30             | Locatie in de gemeente |
| BU08550408    | Buitengebied Noordoost (Tilburg)                 | 280        | 850              | 842            | Locatie in de gemeente |
| BU08550409    | Buitengebied Noordwest                           | 90         | 833              | 813            | Locatie in de gemeente |
| BU08550500    | Industrieterrein-Oost                            | 30         | 166              | 151            | Locatie in de gemeente |
| BU08550501    | Industrieterrein Loven                           | 470        | 60               | 56             | Locatie in de gemeente |
| BU08550502    | Bosscheweg                                       | 200        | 40               | 40             | Locatie in de gemeente |
| BU08550503    | Moerenburg                                       | 60         | 161              | 146            | Locatie in de gemeente |
| BU08550600    | Koningshoeven                                    | 100        | 40               | 38             | Locatie in de gemeente |
| BU08550601    | Groenewoud                                       | 7990       | 292              | 288            | Locatie in de gemeente |
| BU08550602    | Het Laar                                         | 240        | 128              | 128            | Locatie in de gemeente |
| BU08550603    | De Blaak                                         | 6300       | 201              | 201            | Locatie in de gemeente |
| BU08550604    | Katsbogten                                       | 70         | 235              | 211            | Locatie in de gemeente |
| BU08550609    | Buitengebied Zuidwest                            | 670        | 1460             | 1441           | Locatie in de gemeente |
| BU08550700    | Berkel                                           | 2040       | 75               | 75             | Locatie in de gemeente |
| BU08550701    | Enschot                                          | 3300       | 216              | 213            | Locatie in de gemeente |
| BU08550702    | Eikenbosch                                       | 1400       | 31               | 31             | Locatie in de gemeente |
| BU08550703    | Ruiven                                           | 2090       | 70               | 70             | Locatie in de gemeente |
| BU08550704    | Berkelse Akkers                                  | 1510       | 24               | 24             | Locatie in de gemeente |
| BU08550707    | Verspreide huizen ten westen van Berkel-Enschot  | 20         | 108              | 108            | Locatie in de gemeente |
| BU08550708    | Verspreide huizen ten noorden van Berkel-Enschot | 220        | 313              | 313            | Locatie in de gemeente |
| BU08550709    | Verspreide huizen ten zuiden van Berkel-Enschot  | 110        | 415              | 414            | Locatie in de gemeente |
| BU08550800    | Heyhoef                                          | 370        | 7                | 7              | Locatie in de gemeente |
| BU08550801    | Gesworen Hoek                                    | 4130       | 90               | 88             | Locatie in de gemeente |
| BU08550802    | Huibeven                                         | 5700       | 126              | 126            | Locatie in de gemeente |
| BU08550803    | Heerevelden                                      | 2700       | 46               | 46             | Locatie in de gemeente |
| BU08550804    | Campenhoef                                       | 2440       | 52               | 52             | Locatie in de gemeente |
| BU08550805    | Tuindorp de Kievit                               | 12140      | 320              | 301            | Locatie in de gemeente |
| BU08550806    | Dongewijk                                        | 2070       | 59               | 58             | Locatie in de gemeente |
| BU08550807    | Dalem                                            | 6980       | 185              | 182            | Locatie in de gemeente |
| BU08550808    | Koolhoven                                        | 1080       | 167              | 167            | Locatie in de gemeente |
| BU08550809    | Witbrant                                         | 2460       | 164              | 164            | Locatie in de gemeente |
| BU08550900    | Udenhout                                         | 7920       | 250              | 250            | Locatie in de gemeente |
| BU08550909    | Verspreide huizen Udenhout                       | 470        | 1533             | 1531           | Locatie in de gemeente |